# Квачі
Квачі́ (рос. Квачи) — присілок у Вавозькому районі Удмуртії, Росія.
Населення — 6 осіб (2010; 8 в 2002).
Національний склад (2002):
- удмурти — 87 %

Урбаноніми:
- вулиці — Логова